# Anne Canovas
Pour les articles homonymes, voir Canovas.
Anne Canovas, née le 25 octobre 1957 à Alger, est une actrice française.
Elle est connue pour son rôle de Judith Malahougue dans le feuilleton historique Blanc, bleu, rouge et celui d'Anémone Vitreuil dans Plus belle la vie.

## Biographie

### Parcours
Fille d'un commerçant et d'un mannequin, Anne Canovas avait d'abord envisagé d'entreprendre des études de médecine. Puis elle a fréquenté les bancs de l'Ecole de la rue Blanche et les cours du Conservatoire national supérieur d'art dramatique (Promo 19). 

## Filmographie

### Cinéma
- 1978 : Embraye bidasse, ça fume de Max Pécas : Karine
- 1981 : La Puce et le Privé de Roger Kay : la minette
- 1983 : Poussière d'empire de Lam Lê : la Française
- 1983 : Zeder de Pupi Avati : Alessandra
- 1984 : Le Juge de Philippe Lefebvre : Monique Muller
- 1984 : Le Thé à la menthe d'Abdelkrim Bahloul : Joséphine
- 1986 : Otage du passé de Régine Obadia
- 1987 : Promis... juré ! de Jacques Monnet : Paulette
- 1987 : Un sketch (Aria) de Robert Altman (sketch : Les Boréades)
- 1988 : Qualcuno in ascolto : Sylvie
- 1990 : Vincent et Théo de Robert Altman : Marie
- 1994 : Prêt-à-Porter de Robert Altman : Violetta Romney
- 2000 : Plus rien... : Mrs Rozinski
- 2001 : De l'amour : la mère de Maria
- 2003 : Le Divorce de James Ivory : l'experte
- 2004 : Une romance italienne : Ines
- 2004 : Brodeuses : Mme Lescuyer
- 2006 : Le Pressentiment
- 2009 : J'ai oublié de te dire de Laurent Vinas-Raymond : Gabrielle
- 2011 : Éva de Kike Maíllo : Julia
- 2011 : Les Lyonnais : Jeanne Vidal
- 2013 : 16 ans... ou presque de Tristan Séguéla : Mme Mustier
- 2017 : Livraison (court-métrage) : la fermière
- 2020 : C'est la vie de Julien Rambaldi : la maman de Sophie
- 2021 : Les Amours d'Anaïs de Charline Bourgeois-Tacquet
- 2021 : Mammas (court-métrage)

### Télévision

#### Séries télévisées
- 1979 : Médecins de nuit : Eliane Sarnaude (saison 2, épisode 7)
- 1979 : Le Pape des escargots : Sylvie
- 1979 : Le jeune homme vert : Marie-Dévote (5 épisodes)
- 1981 : Blanc, bleu, rouge : Judith Malahougue (6 épisodes)
- 1983 : La flèche dans le cœur (La freccia nel fianco) : Nicoletta Dossena
- 1983 : Dieci registi italiani, dieci racconti italiani (saison 1, épisode 6)
- 1984 : Raffaello : La Fornarina (saison 1, épisode 2)
- 1985 : Christopher Columbus : Beatriz Enriquez (4 épisodes)
- 1986 : Il boss (3 épisodes)
- 1990 : Un enfant en fuite (Bambino in fuga) : Angela (3 épisodes)
- 1991 : L'enfant en fuite (Un bambino in fuga - Tre anni dopo) : Angela (3 épisodes)
- 1996 : Théo la tendresse : Myriam Breuil (épisode : La nouvelle de la semaine)
- 1996-1999 : Le Refuge : Mme Degrise (4 épisodes)
- 2000 : Vertiges : Lise Imbert (épisode : Le piège)
- 2001 : Docteur Sylvestre : Diane d'Orsi (saison 6, épisode 1)
- 2002 : Julie Lescaut : Françoise Fiozal (saison 12, épisode 1)
- 2002 : Commissariat Bastille : Deleigne (saison 1, épisode 2)
- 2003 : Avocats et Associés (saison 8, épisode 5)
- 2003 : Lola, qui es-tu Lola ? : Agnès
- 2006 : Une femme d'honneur : Valentine Corday (saison 10, épisode 2)
- 2006 : Commissaire Moulin : Mme Lenormand (saison 7, épisode 2)
- 2006 : Le Maître du Zodiaque : Gioviana Livio
- 2006 : Central Nuit : Madame Devalterre (saison 4, épisode 4)
- 2007 : Greco : Donatienne Miller (2 épisodes)
- 2009 : L'École du pouvoir de Raoul Peck
- 2009 - 2021  : Plus belle la vie : Anémone Vitreuil
- 2009 : Les Bougon : Suzanne (saison 1, épisode 7)
- 2014 : Les Petits Meurtres d'Agatha Christie : Hélène Nevers (saison 2, épisode 6)
- 2015 : Falco : Juge Letren (saison 3, épisode 1)
- 2023 : Alphonse de Nicolas Bedos (série Prime Vidéo) : Marie

#### Téléfilms
- 1979 : La maréchale d'Ancre : Isabella
- 1980 : Comme le temps passe : Françoise
- 1981 : La randonnée : Anne
- 1982 : Colomba : Colomba
- 1982 : Les tribulations de Manuel : Voulas
- 1990 : Michigan Mélodie : Audrey Fronsac
- 1990 : Julie de Carneilhan : Marianne
- 1993 : Le Secret d'Elissa Rhaïs : Leïla
- 1996 : La peau du chat : la femme de Georges
- 1997 : Belle comme Crésus : Éliane
- 2000 : Deux frères : Claudia
- 2002 : Jim, la nuit : Anna
- 2003 : Les enfants du miracle : Mireille Daumier
- 2003 : L'Enfant de l'aube : Diane
- 2006 : Ange de feu : Françoise Sorel
- 2008 : La Mort dans l'île : Dr Wizman
- 2009 : Les Héritières : La Lucchesa
- 2010 : Ah, c'était ça la vie ! : Myriam Silberstein, la mère de Jean
- 2013 : Les Mains de Roxana : Commissaire Laure Demsky
- 2022 : Meurtres à Pont-Aven de Stéphane Kappes : Marie-Eve Dumoriez

## Doublage

### Cinéma

#### Films
- Celia Imrie dans :
  - Calendar Girls (2003) : Celia
  - Indian Palace (2011) : Madge Hardcastle
  - Indian Palace : Suite royale (2015) : Madge Hardcastle
  - A Cure for Life (2017) : Watkins

- Kim Basinger dans :
  - Fool for Love (1985) : May
  - Sans pitié (1986) : Michele Duval
  - J'ai épousé une extra-terrestre (1988) : Celeste Martin

- Patricia Clarkson dans :
  - Legendary (2010) : Sharon Chetley
  - Easy Girl (2010) : Rosemary
  - Sexe entre amis (2011) : Lorna

- Madeleine Stowe dans :
  - Indiscrétion assurée (1993) : Maria McGuire
  - La Carte du cœur (1998) : Gracie

- Diane Venora dans :
  - Le Chacal (1997) : le major Valentina Koslova
  - Hamlet (2000) : Gertrude

- 1986 : La Mouche : Veronica Quaife (Geena Davis)
- 1994 ; Quatre mariages et un enterrement : Henriette, dit "Tronche de cane" (Anna Chancellor)
- 1997 : Ice Storm : Janey Carver (Sigourney Weaver)
- 1997 : Haute Trahison : Amanda Givens (Linda Hamilton)
- 1999 : Cookie's Fortune : Camille Dixon (Glenn Close)
- 2001 : Gosford Park : Mme Wilson (Helen Mirren)
- 2002 : Le Club des empereurs : Elizabeth (Embeth Davidtz)
- 2002 : Dancer Upstairs : Syvlina (Alexandra Lencastre
- 2003 : Radio : Principal Daniels (Alfre Woodard)
- 2006 : Les Particules élementaires : Christiane (Martina Gedeck)
- 2009 : Étreintes brisées : Judit García (Blanca Portillo)
- 2010 : La prima cosa bella : Anna Nigiotti Michelucc (Stefania Sandrelli)
- 2012 : Reality : Maria (Loredana Simioli)
- 2012 : Les Saphirs : Géraldine (Kyllie Belling)
- 2013 : White House Down : Muriel Walker (Barbara Williams)
- 2015 : Human : Diverses voix additionnelles

#### Films d’animation
- 2012 : Le Lorax : tante Grizelas
- 2021 : Luca : grand-mère Paguro

### Télévision

#### Séries télévisées
- 2006 : Grey's Anatomy : Nancy Shepherd (Embeth Davidtz)
- 2015-2016 : Blindspot : Sofia Varma (Sarita Choudhury)
- 2020-2023 : Hunters : Mindy Markowitz (Carol Kane) (18 épisodes)

#### Téléfilms
- 2006 : Double Visage : Kathy Swanson (Yancy Butler)
- 2012 : Miss Marple :  Cora Van Stuyvesant (Glynis Barber)

## Théâtre
- Barouffe à Chioggia, mise en scène Michel Favory
- Tout simplement, mise en scène Jean-Pierre Bouvier
- Le Sablier de Nina Companeez, mise en scène de l'auteur
- 1981 : Le Bonheur des dames d'après Émile Zola, mise en scène Jacques Échantillon, Théâtre de la Ville, Les Tréteaux du Midi
- 1984 : Le Sablier de Nina Companeez, mise en scène de l'auteur, Théâtre Antoine
- 1988 : Une femme sans histoire d'Albert Ramsdell Gurney, mise en scène Bernard Murat, Comédie des Champs-Élysées
- 1994 : La Nuit du crime de Jean Serge, Robert Chazal et Robert Hossein d'après Steve Pasteur, mise en scène Robert Hossein, Théâtre de Paris
- 2012-2013 : Un stylo dans la tête de Jean Dell, mise en scène de Jean-Luc Moreau, Théâtre des Nouveautés, tournée
- 2022 : L'Odeur des azalées m'a subitement fait suffoquer de Sophie Cottin, mise en scène de Raphaëlle Cambray, Studio Hébertot.